# مائورو آرامباری
مائورو آرامباری (انگلیسی: Mauro Arambarri؛ زادهٔ ۳۰ سپتامبر ۱۹۹۵) بازیکن فوتبال اهل اروگوئه است که در پست هافبک برای باشگاه ختافه در لا لیگا بازی می‌کند.
وی همچنین در تیم‌های ملی فوتبال زیر ۲۰ سال اروگوئه و اروگوئه بازی کرده‌است.